# Bad Alexandersbad
Bad Alexandersbad é um município da Alemanha, situado no distrito de Wunsiedel, no estado da Baviera. Tem 8,94 km² de área, e sua população em 2019 foi estimada em 966 habitantes.